# Shārdīn
Shārdīn (persiska: شاردین) är en ort i Iran.   Den ligger i provinsen Khuzestan, i den centrala delen av landet, 500 km söder om huvudstaden Teheran. Shārdīn ligger 277 meter över havet och antalet invånare är 124.
Terrängen runt Shārdīn är kuperad åt sydost, men åt nordväst är den platt. Shārdīn ligger nere i en dal. Runt Shārdīn är det ganska tätbefolkat, med 58 invånare per kvadratkilometer. Närmaste större samhälle är Rāmhormoz, 13,0 km väster om Shārdīn. Omgivningarna runt Shārdīn är i huvudsak ett öppet busklandskap.